# Théâtre Juliusz-Słowacki
Le Théâtre Juliusz Słowacki à Cracovie (en polonais: Teatr im. Juliusza Słowackiego w Krakowie) est un des théâtres les plus connus de Pologne. Construit selon le projet de Jan Zawiejski, dans un style éclectique, avec prédominance d’éléments baroques, il a été inauguré le 21 octobre 1893.

## Histoire

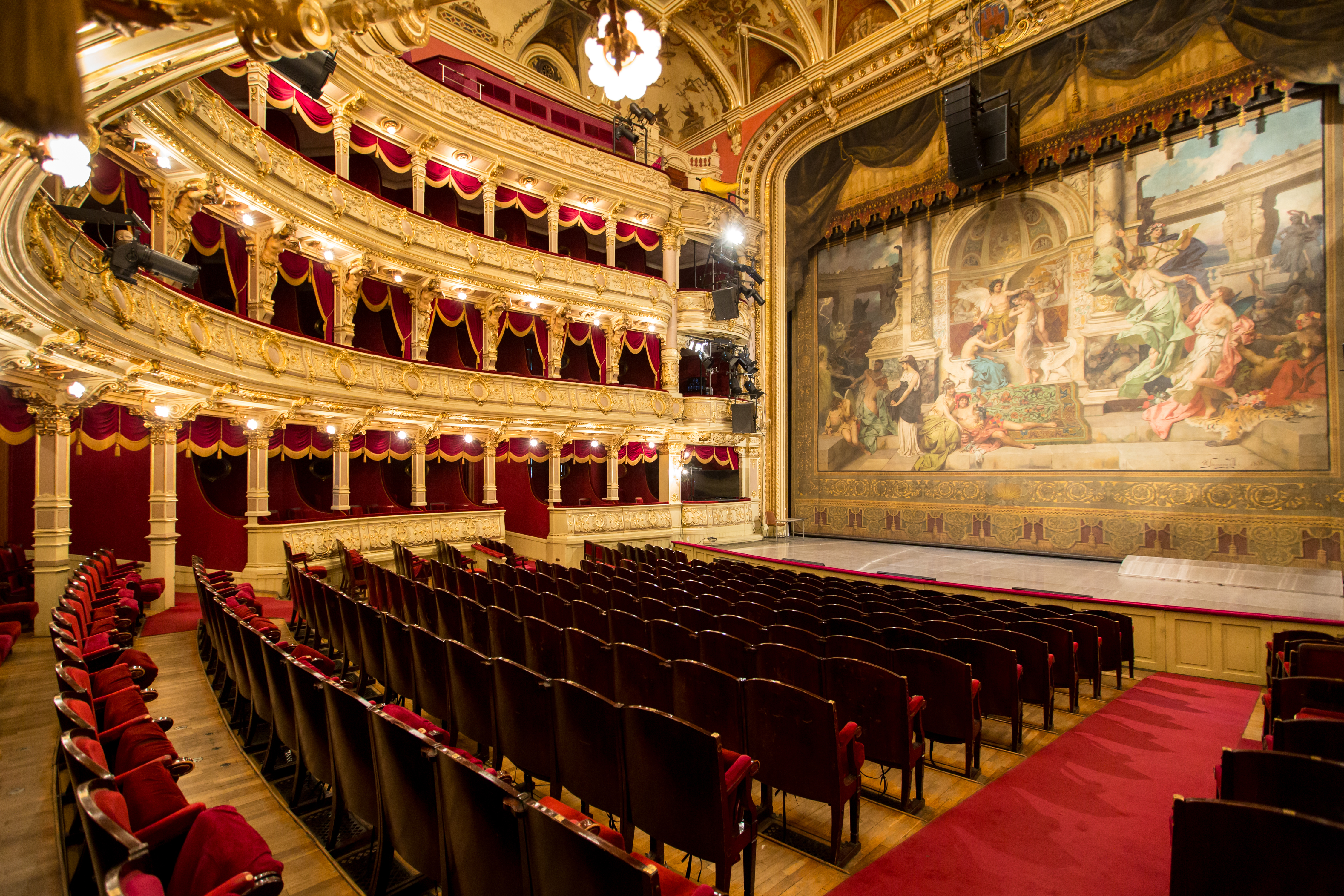
L'intérieur du théâtre

Le nouveau théâtre municipal (Teatr Miejski) de la ville de Cracovie est édifié sur l'emplacement d'un ancien cloître du Saint-Esprit en ruines. Le nom de Słowacki lui est attribué seulement  en 1909, lors du centenaire de la naissance du grand poète romantique. C'est le plus grand investissement de la ville de Cracovie au XIXe siècle et le premier bâtiment conçu pour recevoir l'électricité. C’est ici qu’a lieu la première des Noces (Wesele), le grand drame de Stanislas Wyspiański. La programmation est fait des représentations d'œuvres d'écrivains polonais tels que Aleksander Fredro, Adam Mickiewicz et Juliusz Słowacki. Son succès est tel que l'ancien théâtre de la ville, le Théâtre Stary, est obligé de mettre son activité en arrêt. C'est également ici qu'a lieu, le 14 novembre 1896, la première projection en Pologne du cinématographe des frères Lumière.

Le rideau du théâtre

Durant la Première Guerre mondiale, le directeur du théâtre est le dramaturge Lucjan Rydel.
Durant la Seconde Guerre mondiale, le théâtre est réquisitionné par les Allemands. Après six années de fermeture, le théâtre rouvre en février 1945.
En 1981, le directeur Andrzej Kijowski est démis de ses fonctions lors l'État de siège en Pologne.
En 1994, le site est récompensé par le concours Europa Nostra en recevant le Prix du patrimoine culturel.

## Directeurs du théâtre
- Tadeusz Pawlikowski (1893–1899)
- Józef Kotarbiński (1899–1905)
- Ludwik Solski (1905–1913)
- Tadeusz Pawlikowski (1913–1915)
- Lucjan Rydel (1915–1916)
- Adam Grzymała-Siedlecki (1916–1918)
- Juliusz Osterwa (1932–1935)
- Fermeture Seconde Guerre mondiale (1939–1945)
- Juliusz Osterwa (1946–1947)
- Andrzej Kijowski (1981)
- Fermeture État de siège en Pologne (1981–1983)
- Krzysztof Orzechowski (depuis 1999)

## Galerie

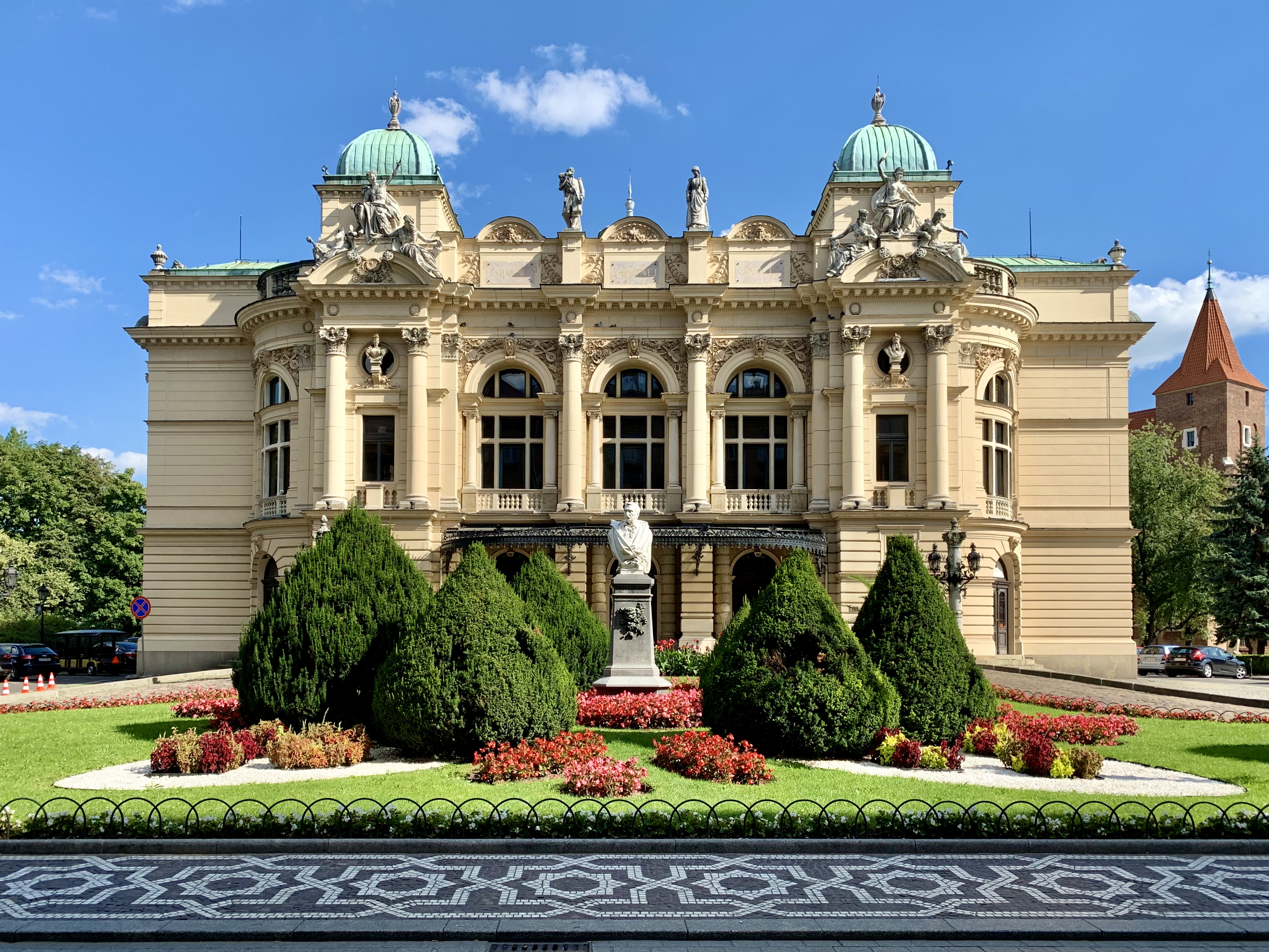
Façade.
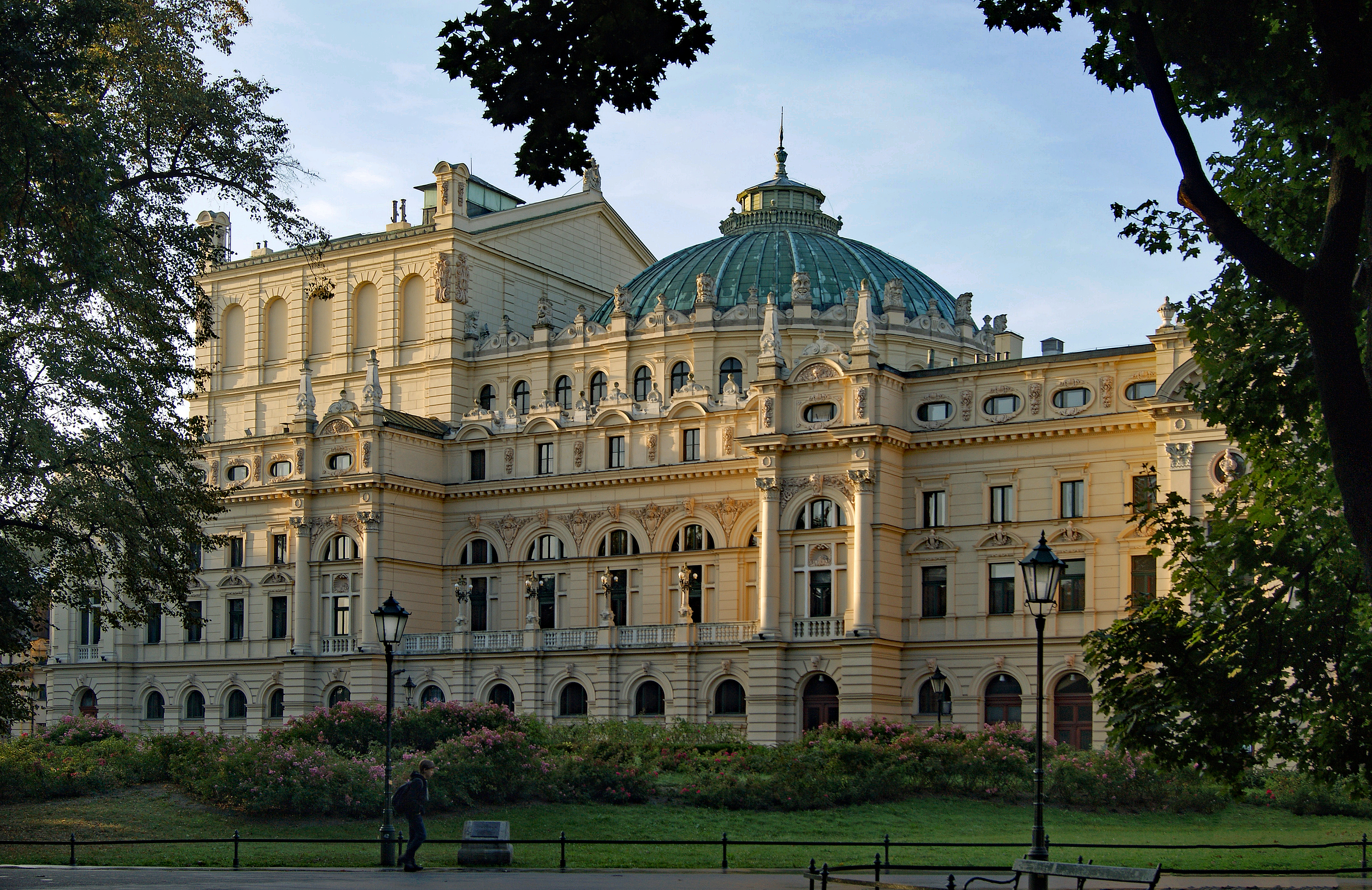
Théâtre Słowacki côté Planty.
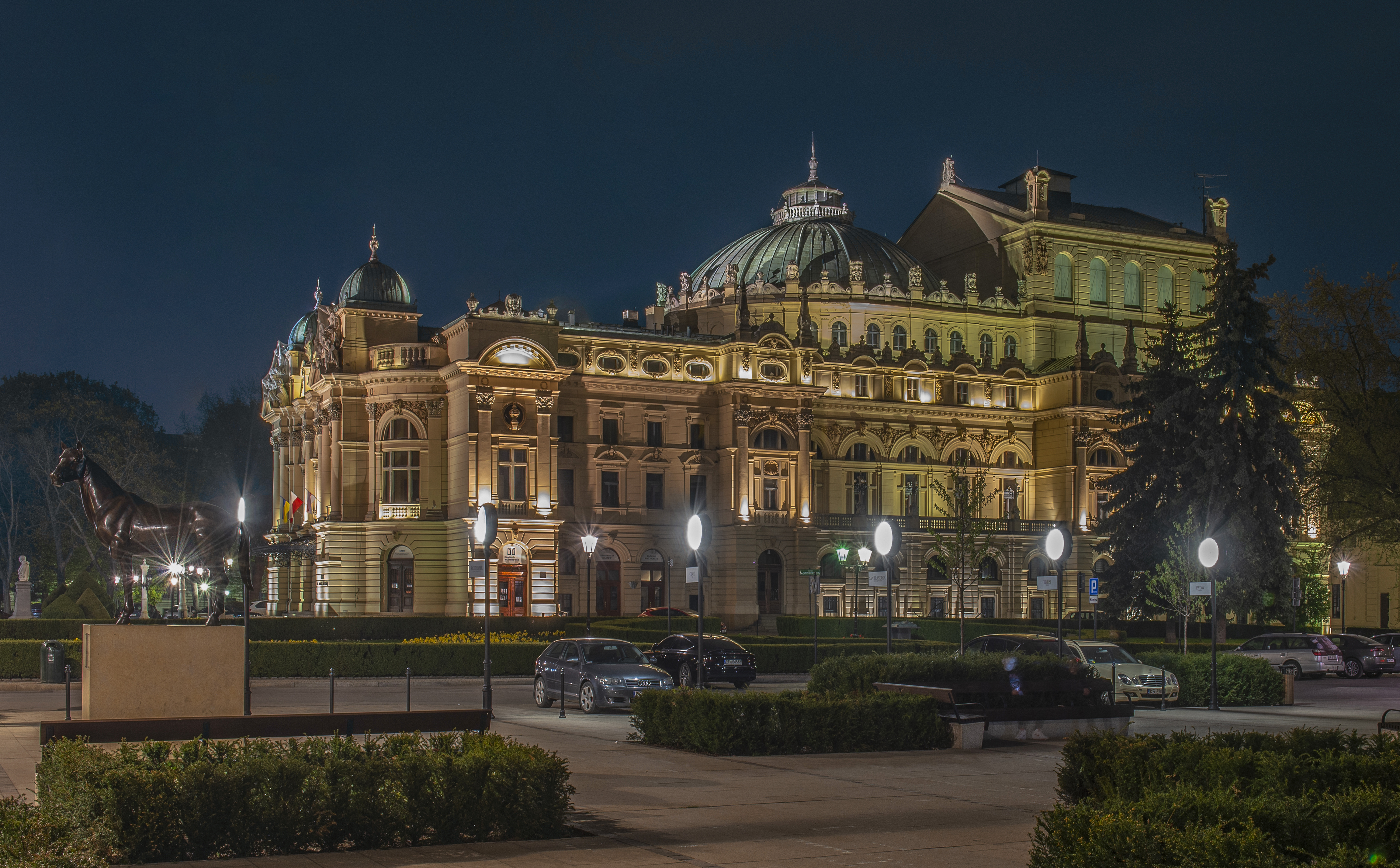
Théâtre de nuit.
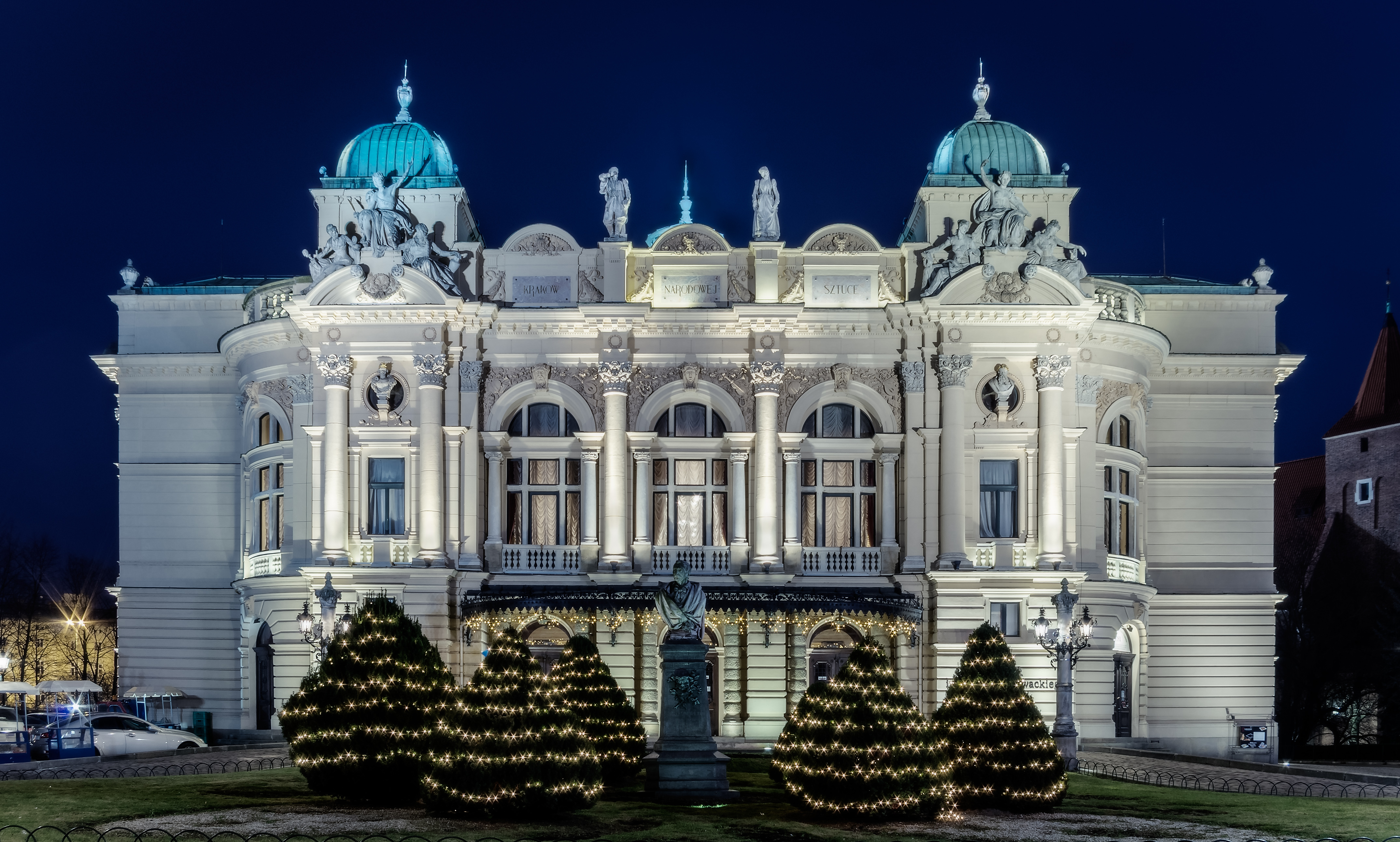
Théâtre Słowacki – illumination nocturne de Noël.
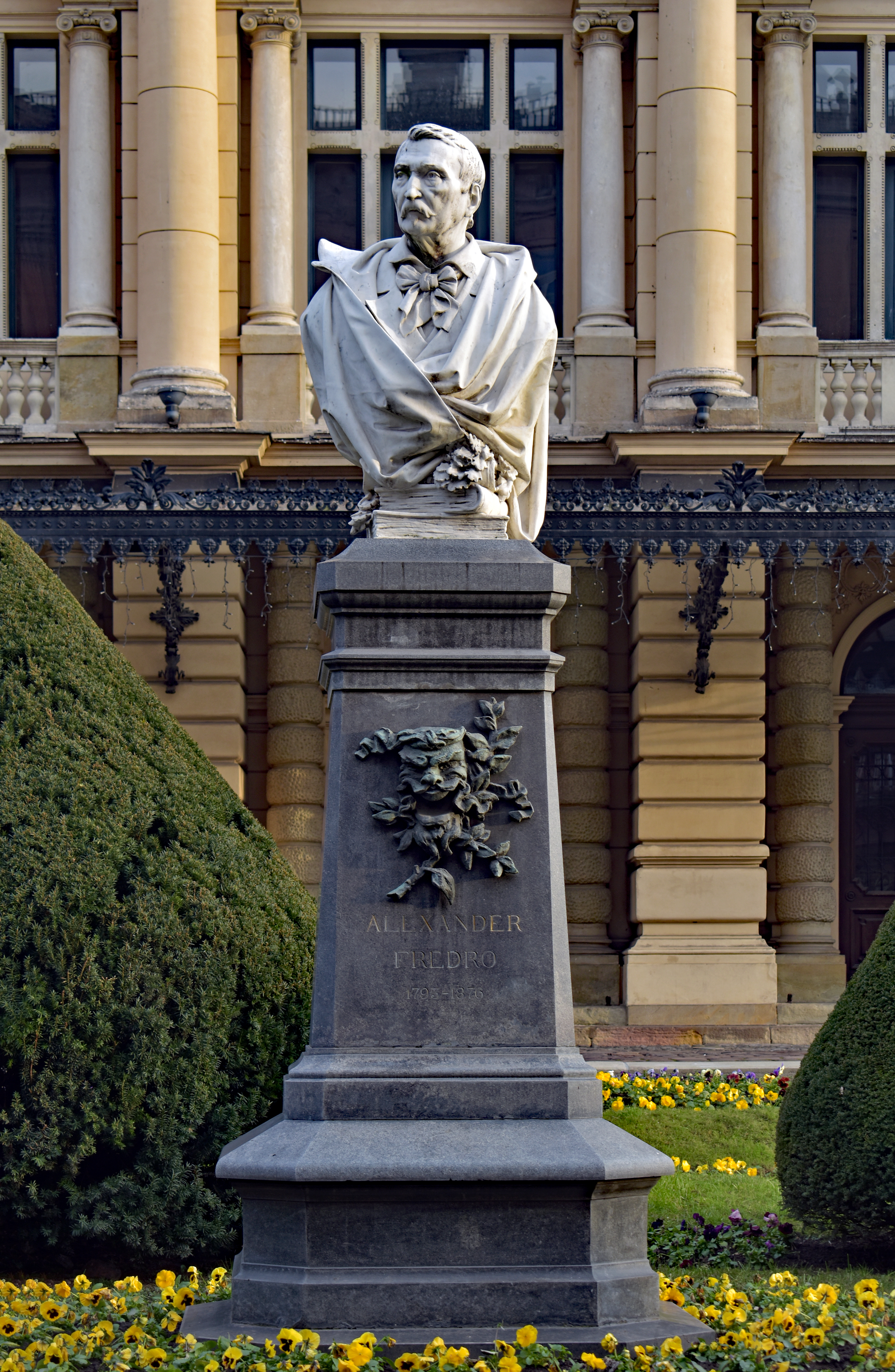
Monument d’Aleksander Fredro devant le bâtiment du théâtre.
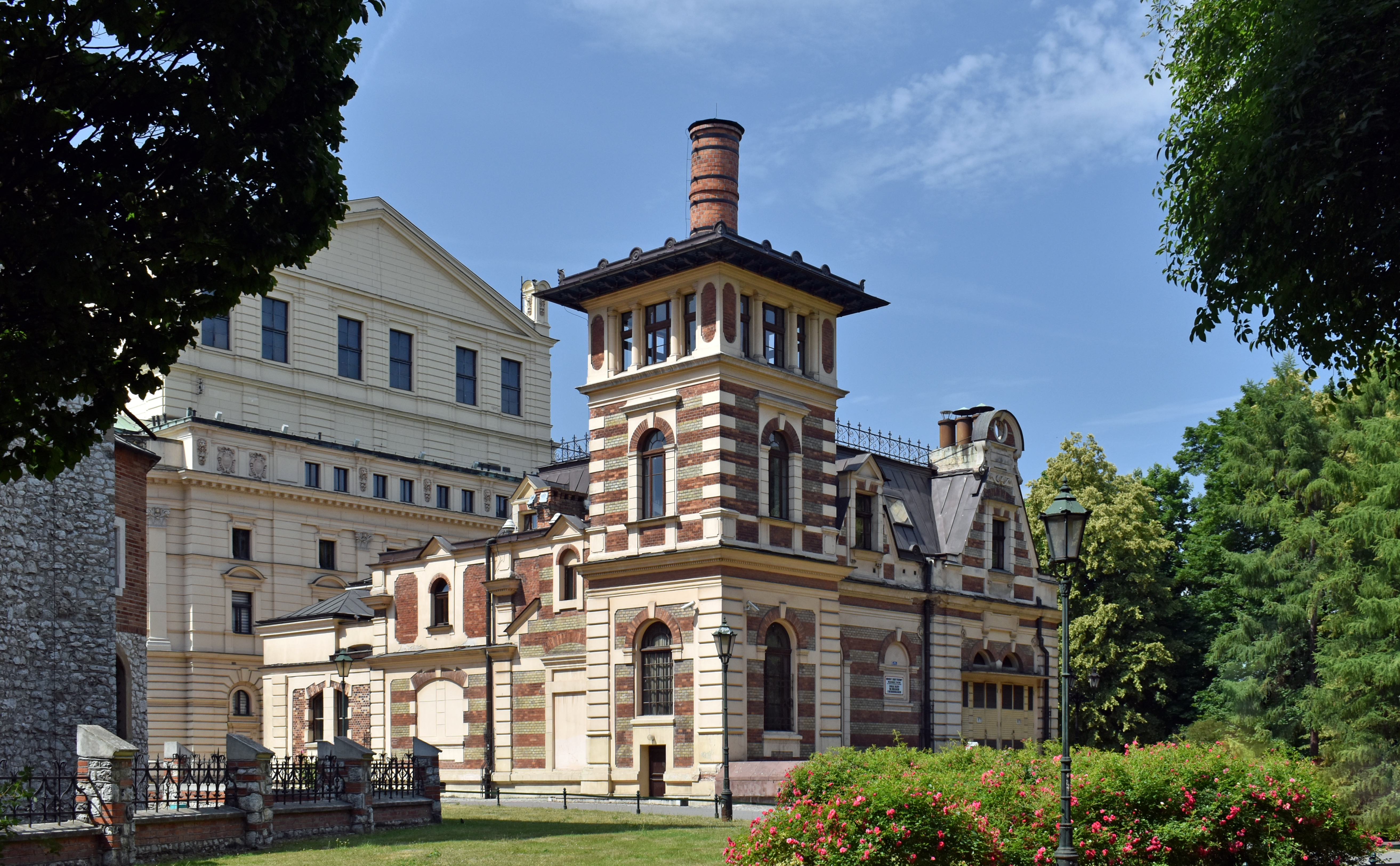
Bâtiment de l’ancienne centrale électrique théâtrale, depuis 1976 – Scène Miniatura.